# Призивање зла: Последњи обреди
Призивање зла: Последњи обреди (енгл. The Conjuring: Last Rites) је предстојећи амерички натприродни хорор филм из 2025. године, у режији Мајкла Чавеса, по сценарију Јана Голдберга, Ричарда Наинга и Дејвида Леслија Џонсона-Макголдрика. Заснован на стварним истрагама Воренових кроз оригиналну причу коју су заједно осмислили Џејмс Ван и Џонсон-Макголдрик, филм у главним улогама доноси Патрика Вилсона и Виру Фармигу, који поново тумаче улоге паранормалних истражитеља и аутора Еда и Лорејн Ворен, као и Мију Томлинсон и Бена Хардија. Ово је наставак филма Призивање зла: Ђаво ме је натерао (2021) и девети наставак у универзуму Призивања зла. Чавес се враћа као режисер из претходног филма, док се Џејмс Ван и Питер Сафран враћају као продуценти.
Филм је заказан за премијеру у Сједињеним Америчким Државама 5. септембра 2025. године.

## Улоге
- Вира Фармига као Лорејн Ворен, видовњакиња и медијум у трансу
- Патрик Вилсон као Ед Ворен, самозвани демонолог, аутор и предавач
- Мија Томлинсон као Џуди Ворен, ћерка Еда и Лорејн
- Бен Харди као Тони Спера, Џудин дечко
- Стив Колтер као отац Гордон
- Ребека Калдер
- Елиот Кауан
- Кила Лорд Касиди
- Бо Гадсдон
- Џон Бротертон
- Шенон Кук као Дру

## Продукција
Пре изласка филма Призивање зла: Ђаво ме је натерао у јуну 2021. године, режисер Мајкл Чавес је у интервјуу за Empire прокоментарисао могућност будућих наставка серијала Призивање зла: „Оно што [Ђаво ме је натерао], надамо се, јесте да отвара ново поглавље за Воренове. Овај филм има веома јединствен крај за Призивање зла. Био бих узбуђен да видим где би то могло да води.“ Патрик Вилсон и Вира Фармига такође су изразили интересовање за повратак. „О, Боже, волела бих [да наставимо]“, изјавила је Вира. „Интересантно је, морамо појачати страх у сваком филму. Демонологија је већ толико драматична и оперска.“
У октобру 2022. године, The Hollywood Reporter је открио да је четврти филм из серијала Призивање зла у развоју, са Дејвидом Леслијем Џонсоном-Макголдриком као сценаристом, док се Џејмс Ван и Питер Сафран враћају као продуценти.
Пре изласка филма Опатица из пакла 2 у септембру 2023. године, Чавес је изјавио да ће рад на сценарију вероватно бити настављен, напомињући да је пројекат замишљен као „финале“ прича из франшизе које су претходиле. До фебруара 2024. године, Чавес је поново ангажован као режисер. У септембру исте године објављено је да Ијан Голдберг и Ричард Наинг завршавају прераду нацрта сценарија Дејвида Леслија Џонсона-Макголдрика, базираног на оригиналној причи коју су заједно осмислили Ван и Џонсон-Макголдрик. Бен Харди и Мија Томлинсон придружили су се глумачкој екипи у споредним улогама.
Снимање је било заказано за Лондон у периоду од 10. септембра до 10. октобра, а почело је 17. септембра 2024. године. Снимање је завршено 22. новембра. Стерлинг Џеринс се не очекује у наставку.